# Drie Tolhekken
Drie Tolhekken (Fries: Trije Tolhikken) is een buurtschap in de gemeente Ooststellingwerf, in de Nederlandse provincie Friesland.
Het ligt ten westen van het dorp Oosterwolde, waar het officieel grotendeels ook onder valt en een klein deel valt onder het dorp Donkerbroek, waarvan het ten zuiden is gelegen. De buurtschap omvat de bewoning aan de gelijknamige weg, de Nanningaweg en de Westzijde Vaartweg. De oostelijke kant van de Nanningaweg valt onder de buurtschap Nanninga.
Vroeger heeft er in Drie Tolhokken een tolhuis gestaan dat was gebouwd bij de aanleg van de wegen naar Donkerbroek en Makkinga. De buurtschap is vernoemd naar het feit dat er drie tolhekken waren waar tol kon worden geheven. In de buurtschap ligt Sluis III, die de Opsterlandse Compagnonsvaart met de Tjonger verbindt.
In de nabijheid ligt Lochtenrek, deels een archeologisch monument uit de laatste ijstijd.